# Loryc Electric
Loryc Electric és una marca mallorquina d'automòbils elèctrics, fabricats d'ençà del 2015 per l'empresa Loryc Mallorca SL. Fundada per l'alemany resident a l'illa Charly Bosch, l'empresa té la seu al número 61 del carrer Alacant de Calvià i pretén recuperar la història marca mallorquina d'automòbils, Loryc, molt coneguda durant la dècada de 1920 pels seus autocicles.
Loryc Electric ha construït una primera sèrie de vuit vehicles per a la primavera del 2015, destinats al mercat de lloguer.

## Història
Empresari i inventor amb més de 20 anys de trajectòria, Charly Bosch va adquirir un antic Loryc Torpede per al seu ús particular al qua li va instal·lar un motor elèctric en veure que l'original estava inservible. Poc després, va decidir de produir i comercialitzar un vehicle com el que havia creat, fent renéixer alhora la primera marca d'automòbils mallorquina de la història, Loryc. Després d'adquirir-ne els drets, creà la societat Loryc Mallorca i endegà el seu projecte. A l'hora de desenvolupar el producte, va idear dos models diferents que seran els primers a produir-se: un d'esportiu, l'Electric Speedster, i un de tipus camioneta, l'Electric Pickup, amb una gran plataforma posterior que amplia l'espai del portamaletes. Charly Bosch controla tota la producció dels Loryc des de Mallorca i viatja sovint als països on es fabriquen els components dels seus models.

## Característiques dels vehicles
Els Loryc Electric es fabriquen de forma artesanal, cosa que n'encareix el preu fins a acostar-lo als 45.000 euros. Per aquest motiu, el temps de producció d'un sol vehicle és de mig any (calen més que 1.000 hores per a completar-lo), essent especialment complexa la manufactura de la carrosseria: cadascuna de les seves peces es dibuixa en una xapa d'alumini, es talla a mà i se li dona forma amb el martell de fusta. Llavors s'adhereixen les peces amb reblons l'una rere l'altra.

### Fitxa tècnica
Les principals característiques tècniques dels nous Loryc són aquestes:
- Frontal d'acer inoxidable fet a mà
- Volant de fusta -com el del model original- i llandes de 19 polzades amb raigs de filferro, obra d'un reconegut artesà italià
- Suspensió independent a les quatre rodes amb un sistema especial d'amortiment
- Frens de disc ventilats a les quatre rodes amb un sistema de frenat hidràulic amb ABS
- Motor amb 20 CV que permet superar els 100 km/h, amb caixa de canvis i unes bateries que proporcionen fins a 250 km d'autonomia
- Pes: 600-700 kg
- Longitud: 3,39 m